# サカ歌
サカ歌（サカうた、逆歌）とは、奄美群島に伝わる呪詛を込めた歌（呪詞）である。

## 概要
旧来、他集落（ヨソジマ）との土地や水源の争いは唄掛け（基本的に8・8・8・6音の詩形の即興での歌の掛け合い）の勝負によって決着がつけられていた。唄の歌詞は相手に呪い事を言っていると気付かれない事を目的としたため、余所の集落の者との唄掛けは歌に自信のある者でなければできなかったといわれる。
徳之島の民俗研究家松山光秀の見解では、「サカ」とはすなわちこの世とは「逆」の世界、あの世を指すのだろうと考えられている。現世では起こりえない不条理や不吉な言葉を歌えばその言霊で人を呪い殺せると信じられていた。厄を振り払うには返歌（ケーシ）に相手の歌を否定したり貶したりする内容を込める。
サカ歌によく使われたのは徳之島節系統の旋律であった。
現在ではサカ歌は伝承される機会を失い、古老たちが死んでいくと共に忘れ去られる危機にある。

## サカ歌の例
- 犬な鞍掛けて 猫な其り引かち 死旗押し立てて イラブドウかち （徳之島町井之川）

（犬に鞍を掛けて、猫にそれを引かせて、葬旗を押し立てて、イラブドウという海の墓場へ）
- ムゾや死んだかの 生まれ稲刈りが 吾ぬや奥山に 霧に又なりが （同上）

（愛しい人はあの世の田んぼへ生った稲を刈りに、私は奥山に霧になるために入っていく）
- だまが歌うたいや 歌やりばきくしが 鶏ぬ卵なてが しむるいちゃまし（反歌）

（お前の歌う歌がまともな歌ならば聴いてやるが、鶏の卵で言えば腐った無精卵のようなものだ）
- 艫切（ともき）ら船に 乗（ぬ）て帰れ（奄美大島）

（艫のない船に乗って帰れ）
- 艫切らが船や わきゃが乗りみち知らん 乗りみち知っちゅんなきゃや 乗て帰れ（上記の反歌）

（艫のない船は私は乗り方を知らない。乗り方を知っているあなたが乗って帰れ）